# Volo Aeroflot 120
Il volo Aeroflot 120 era un volo passeggeri sovietico partito dall'aeroporto internazionale di Kabul in Afghanistan e diretto all'aeroporto internazionale di Tashkent, nella SSR uzbeka. Il 13 dicembre 1959 l'Ilyushin Il-14P che operava il volo si schiantò nel distretto di Boysun, uccidendo tutti i 25 passeggeri e i 5 membri dell'equipaggio a bordo.

## L'aereo
L'Ilyushin venne prodotto nello stabilimento Moscow Banner of Labor il 17 maggio 1957, con numero di serie 147001416. Venne quindi venduto alla Direzione generale della flotta aerea civile. L'aereo ricevette il numero di registrazione CCCP-Л1577 e venne inviato al 160º distaccamento aerei da trasporto a Tashkent dell'amministrazione territoriale uzbeka. Nel 1959 il numero di bordo fu cambiato in CCCP-91577 a causa del nuovo metodo di registrazione. Al momento dell'incidente il velivolo aveva accumulato 3.029 ore di volo in totale.

## Passeggeri ed equipaggio
I passeggeri del velivolo erano composti da 25 persone, a loro volta suddivise in 20 cittadini sovietici, tre tedeschi della Germania Ovest e due cinesi.
L'equipaggio era costituito da:
- Anatoly Nikolaevich Vishnyakov - Pilota
- Vasily Alekseevich Miroshnichenko - Primo ufficiale
- Vasily Vasilyevich Svyatkin - Ingegnere di volo
- Nikolai Polikarpovich Razumov - Operatore radio

## L'incidente
L'aereo operava come volo Aeroflot 120 da Kabul (Regno dell'Afghanistan) a Tashkent (Uzbekistan) con scalo a Termez. Alle 09:02 MSK il velivolo partì dall'aeroporto di Termez verso Tashkent. Secondo le previsioni meteo, il volo avrebbe incontrato lungo la sua rotta formazioni nuvolose di stratocumuli con interruzioni a un limite inferiore di 2.000–2.500 metri, nubi cumuliformi con un limite inferiore di 300–500 metri, nevicate con una visibilità di circa 4–10 chilometri e montagne coperte dalle nuvole. Dopo il decollo l'aereo di linea si portò a quota 3.600 metri e si diresse a nord; alle 09:27 l'equipaggio riferì la propria posizione sopra Derbent e quello fu l'ultimo messaggio radio del volo 120. Un minuto dopo, alle 09:28, l'aereo scomparve dal radar dei controllori mentre passava in mezzo alle montagne. L'equipaggio non rispose più alle chiamate e non arrivò mai a Tashkent. Le ricerche partirono immediatamente, ma senza successo. Il 19 gennaio 1960, solo 37 giorni dopo, l'ambasciata sovietica a Kabul annunciò ufficialmente la scomparsa del volo 120.
Sei mesi dopo, il 2 giugno 1960, mentre un Mi-1 registrato CCCP-66912 stava sorvolando la catena del Baysuntau, il suo equipaggio avvistò i resti di un aereo sul versante sud-est del Monte Kushtang, 27 chilometri a nord-est di Baysun. La squadra di ricerca che arrivò sul sito dello schianto scoprì che l'aereo precipitato era il volo 120. Si stabilì che l'aereo stava volando a un'altitudine di 3.700 metri con un angolo di inclinazione di 45-60° quando l'ala sinistra, quindi la fusoliera, colpì il ripido pendio della montagna. Il relitto precipitò per duecento metri fino alla base del pendio a 3.501 metri. Tutte le 30 persone a bordo persero la vita. A quel tempo fu il peggior incidente di un Il-14 e il secondo peggior incidente aereo in Uzbekistan.

## La causa
Dopo essere partito da Termez, i piloti non seguirono la rotta stabilita, volando invece direttamente sopra Derbent e le montagne fino a Tashkent. Ciò venne determinato come la causa principale del disastro. Durante le indagini, gli investigatori riscontrarono diverse irregolarità; i piloti deviarono deliberatamente la rotta prestabilita, volando direttamente attraverso le catene montuose. L'equipaggio non aveva tenuto conto delle effettive condizioni meteorologiche, caratterizzate da un vento molto forte che fece deviare ulteriormente l'aereo, spingendolo verso le montagne nascoste dalla presenza delle nubi. Allo stesso tempo, i controllori del traffico aereo non stavano monitorando in modo adeguato i voli della zona, e non cercarono di contattare l'equipaggio per ordinargli di riportare l'aereo sulla rotta corretta. Inoltre, nel caso dello schianto del volo 120, le regole del volo a vista vennero violate, in quanto il volo avvenne in una zona montuosa in condizioni di montagne coperte e non visibili.